# Эдель, Апула
Апула́ Эдима́ Эде́ль Бете́ (фр. Apoula Edima Bete Édel, арм. Ապոուլա Էդիմա Էդել Բետե; 17 июня 1986, Яунде, Камерун) — камерунский и армянский футболист, вратарь. Выступал за сборную Армении.

## Карьера

### Клубная
Эдель родился в Яунде, Камерун, и переехал в Армению в 2002 году. Первым его клубом стал ФК "Пюник"  В 2005 году он присоединился к "Рапид Бухарест" вместе с партнёром по команде камерунцем Карлом Ломбе, расторгнув контракт в одностороннем порядке без уважительной причины. После этого ФК "Пюник" направил дело в Палату по разрешению споров ФИФА, где было принято решение, обязывающее футболиста выплатить ФК "Пюник" 15 000 долларов США. Стороны подали апелляцию в Спортивный арбитражный суд, который частично поддержал решение Палаты по разрешению споров, увеличив размер выплаты до 60 000 долларов США в 2008 году. Летом 2006 года он был отдан в аренду бельгийский "Гент" на несколько месяцев, затем вернулся в Румынию в сентябре, после того как его переход из армянского клуба был окончательно оформлен. Он сыграл девять игр во втором сезоне за "Рапид", в том числе матч против "ПСЖ" в Кубке УЕФА 19 октября 2006 года, где был отмечен тренером вратарей "ПСЖ".
В 2007 году перешёл во французский "ПСЖ", где ему пришлось первые два года выступать только за резервную команду. Эдель дебютировал 28 ноября 2009 года в Лиге 1 против «Осер», после того как на 85-й минуте ему пришлось заменить основного вратаря парижан Грегори Купе. После того как Купе из-за травмы выбыл на длительный срок, тренер парижан Антуан Комбуаре доверил место в воротах Эделю. 18 декабря 2010 года, в матче 18 тура чемпионата Франции против «Монако» (2:2) сделал голевую передачу на Нене. Во время отсутствия Купе Эдель провёл довольно неоднозначный сезон, допустив несколько ошибок, в частности, против Марселя. Однако несмотря на возвращение Купэ в апреле камерунец продолжил быть основным голкипером команды. В сезоне 2010-2011 годов Эдель зарекомендовал себя как основной вратарь "ПСЖ" после невзрачной игры Грегори Купе в начале сезона. Однако это продолжалось недолго, и Купе отвоевал стартовое место в составе. По истечении срока контракта Эдель покинул столичный клуб в конце сезона.
Летом 2011 года он перешёл в "Хапоэль Тель-Авив", заменив в команде Винсента Эньеаму. В Израиле провел три сезона, после чего в 2014 году переехал в Индию в клуб "Атлетико де Калькутта". Проведя сезон в Индии Эдель вновь возвращается на один год в "Хапоэль Тель-Авив". В 2015 году перебрался в индийский клуб "Ченнайин", а в следующем сезоне занял место уже в воротах в клубе "Пуна Сити", в составе которого стал чемпионом Индийской Суперлиги 2015 года.

### В сборной
Эдель, который родился и вырос в Камеруне, имеет двойное гражданство, и решил играть в сборной Армении. Дебютировал за сборную Армении 19 февраля 2004 года в игре против Казахстана на Кипре. Игра завершилась со счётом 3:3. Выступал на юношеском чемпионате Европы 2005. В 2011 году Президент ФФА Рубен Айрапетян пытался вернуть его в сборную, но безуспешно.

## Судебные дела
Футбольный клуб «Севилья» подал протест в 2010 году против «ПСЖ» после своей игры в Лиге Европы, которую они проиграли со счётом 1:0 из-за фальсификации документов, потому что настоящее имя Апулы Эделя — Амбруаз Бейамена, и ему, как говорят, 29 лет, а не 24. Эдель был допрошен полицией. Однако УЕФА не поддержал протест «Севильи».

## Достижения
- «Пюник»
- командные:
  - Чемпион Армении: 2002, 2003, 2004, 2005
  - Обладатель Кубка Армении: 2002, 2004
  - Обладатель Суперкубка Армении: 2003, 2004
- личные:
  - Лучший вратарь Армении: 2003, 2004
  - Самый надёжный вратарь чемпионата Армении: 2003, 2005
  - Лучший вратарь юношеского чемпионата Европы 2005[4]
- «Рапид» (Бухарест)
  - Обладатель Кубка Румынии: 2005/06, 2006/07
- «Пари Сен-Жермен»
  - Обладатель Кубка Франции: 2009/10
- «Хапоэль» (Тель-Авив)
  - Серебряный призёр чемпионата Израиля: 2011/12